# 觸口斷層
觸口斷層（英語：Chukou Fault）是台灣嘉南地區的活動逆斷層，斷層長度約為28公里，可依據地質特性分成南北兩段。
北段位於嘉義縣竹崎鄉金獅村向南延伸至番路鄉觸口村，呈南北走向；南段位於觸口村向南延伸至台南市白河區關嶺里，約呈北北東走向。
此斷層北端在福建坪地帶，與大尖山斷層和水社寮斷層連接；南端位於關子嶺附近，與崙後斷層連接。

## 地質特性
觸口斷層南北兩段有不同的地質特性。由地球物理探勘結果，觸口斷層的斷層帶寬度可能超過100公尺，斷層帶內有許多滑動面，其內岩層有褶皺變形現象。
由斷層兩側層位落差的分析，觸口斷層上盤相對下盤的長期滑移速率約14.0公厘/年。1990~1997年間，觸口斷層上下盤的水平位移變化量，在北段約6.3公厘/年，南段約13公厘/年。1999~2005年間，觸口斷層上下盤的水平位移變化量約18公厘/年，而無明顯的高程變化；近斷層水平位移分析結果，橫跨觸口斷層的速度場變化顯示，觸口斷層於1999~2006年間為逆移形式。
根據地殼變形監測結果，觸口斷層兩側的位移量變動量相當大，暫列為第一類活動斷層。